# Los Ralos
Los Ralos è un comune rurale dell'Argentina, appartenente alla provincia di Tucumán, nel dipartimento di Cruz Alta; è situata a 22 km dalla città di San Miguel de Tucumán, capitale della provincia.
La contrada è fondata nel 1876, lungo la tratta ferroviaria di recente inaugurazione che univa Buenos Aires con la città di Tucumán, per ospitare le famiglie che lavoravano all'interno dello zuccherificio di proprietà della famiglia Avellaneda.
In base al censimento del 2001, la città contava 8.725 abitanti, con un incremento del 18,55% rispetto al censimento precedente (1991).